# سان سلفادور

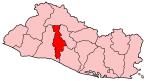

سان سلفادور (بالإسبانية: San Salvador) هي عاصمة السلفادور وأكبر مدنها وعاصمة المنطقة التي تحمل نفس الإسم، وهي أكبر تجمع سكاني في البلاد، وتعمل كمركز سياسي وثقافي وتعليمي ومالي للبلاد، ثاني أكبر مدينة من حيث الكثافة السكانية في أمريكا الوسطى واللاتينية بعد مدينة غواتيمالا بعدد سكان لبلدية سان سلفادور نحو 525990 نسمة (2024). ويبلغ عدد سكان المنطقة الحضرية في سان سلفادور، والتي تضم العاصمة نفسها و13 من بلدياتها، 2,404,097 نسمة. يبلغ عدد سكان المنطقة الحضرية في سان سلفادور 1600000 نسمة. وبمساحة 568 كم مربع.

## تاريخ

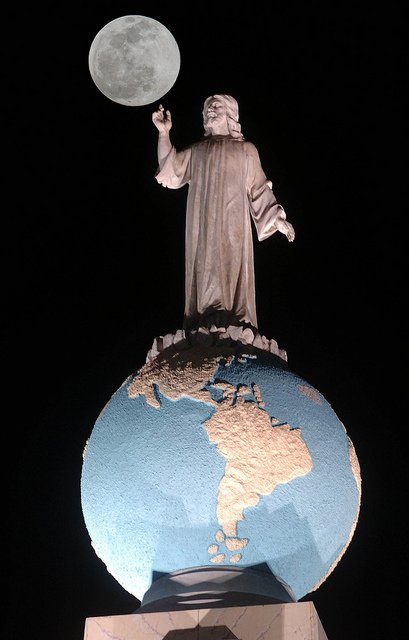

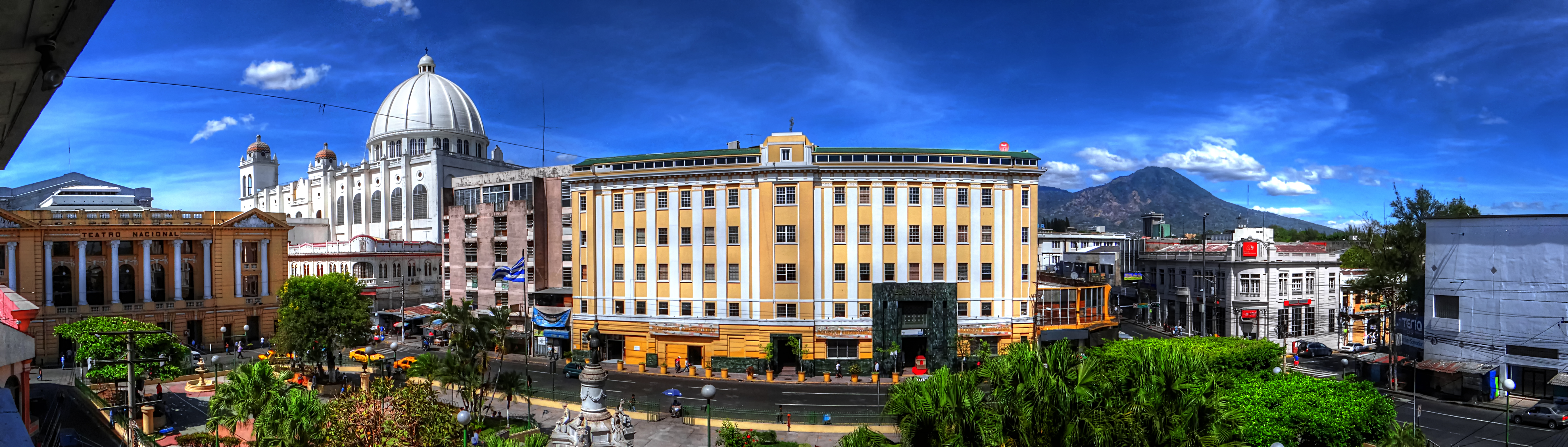

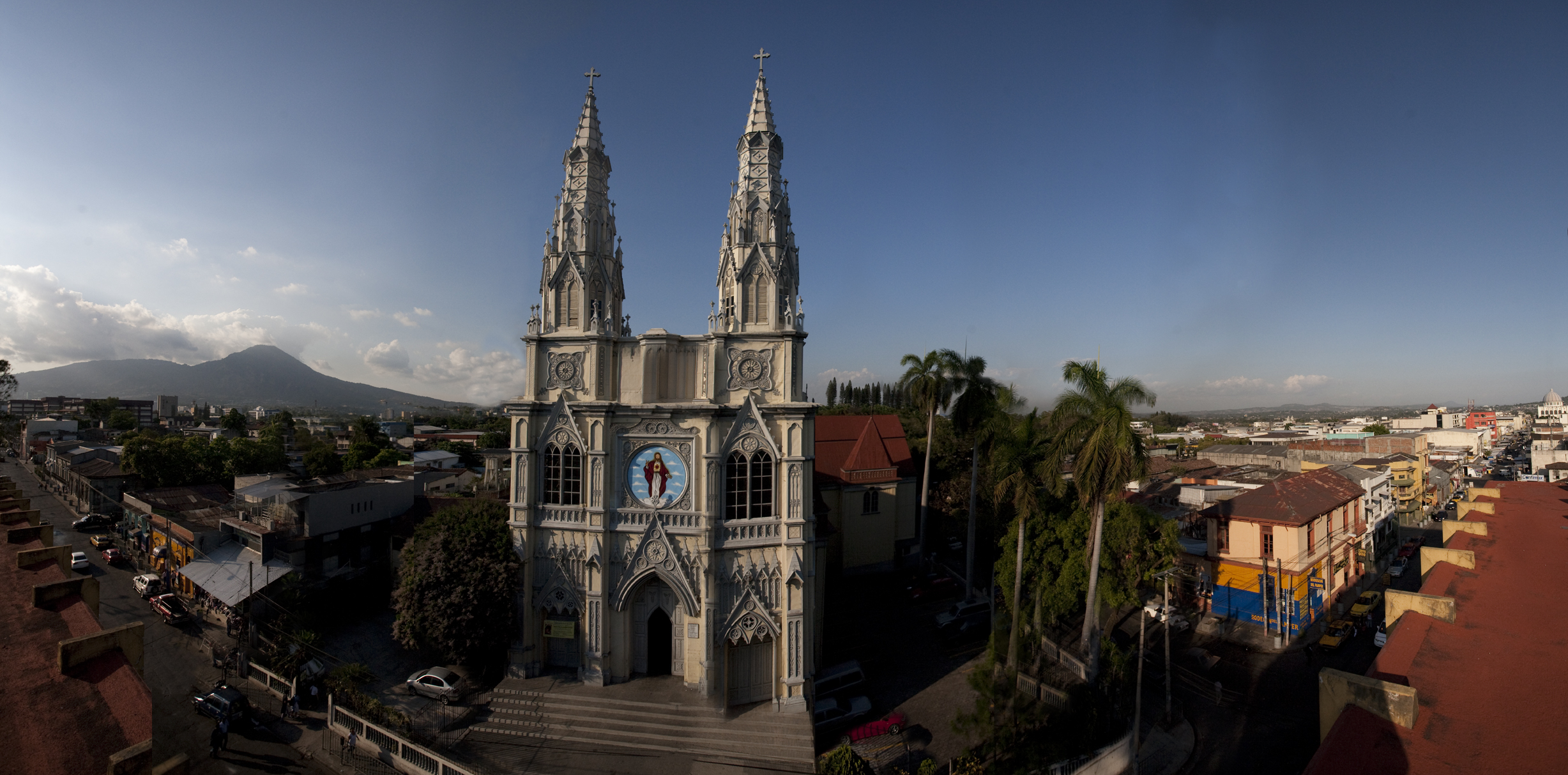

أصل المدينة يعود لقبل فترة الاستعمار الإسباني حيث كانت مأهولة من قبل السكان الأصليين شعب البيبيل "Pipil" حيث أنشؤوا عاصمتهم كوسكاتلان "Cuscatlán", وعند قدوم الأسبان في القرن 15 هجر السكان المدينة لتجنب الحرب. ما لبث الأسبان أن طوروا المدينة وأصبح "Diego de Holgiun" أول عمدة للمدينة ذلك عام 1525م. لاحقاً في القرن ال16 تم نقل العاصمة مرتين وأُعيد بناؤها في نفس المكان. وفي القرن العشرين بدأت المدينة بالتطور ببطء لتصل حاليا عاصمة السلفادور.

## جغرافيا

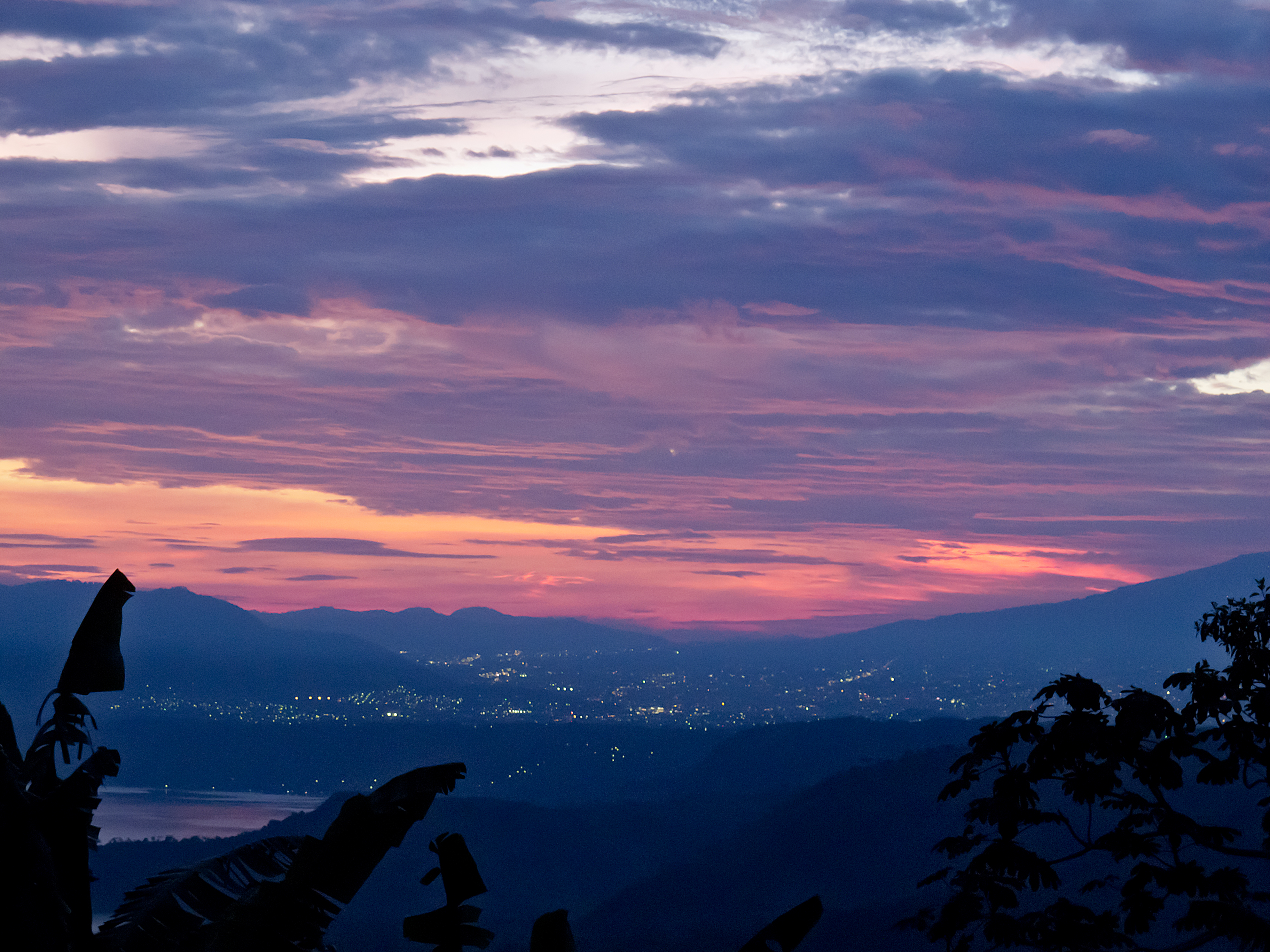
منظر لبحيرة إيلوبانغو ووادي سان سلفادور الشرقي

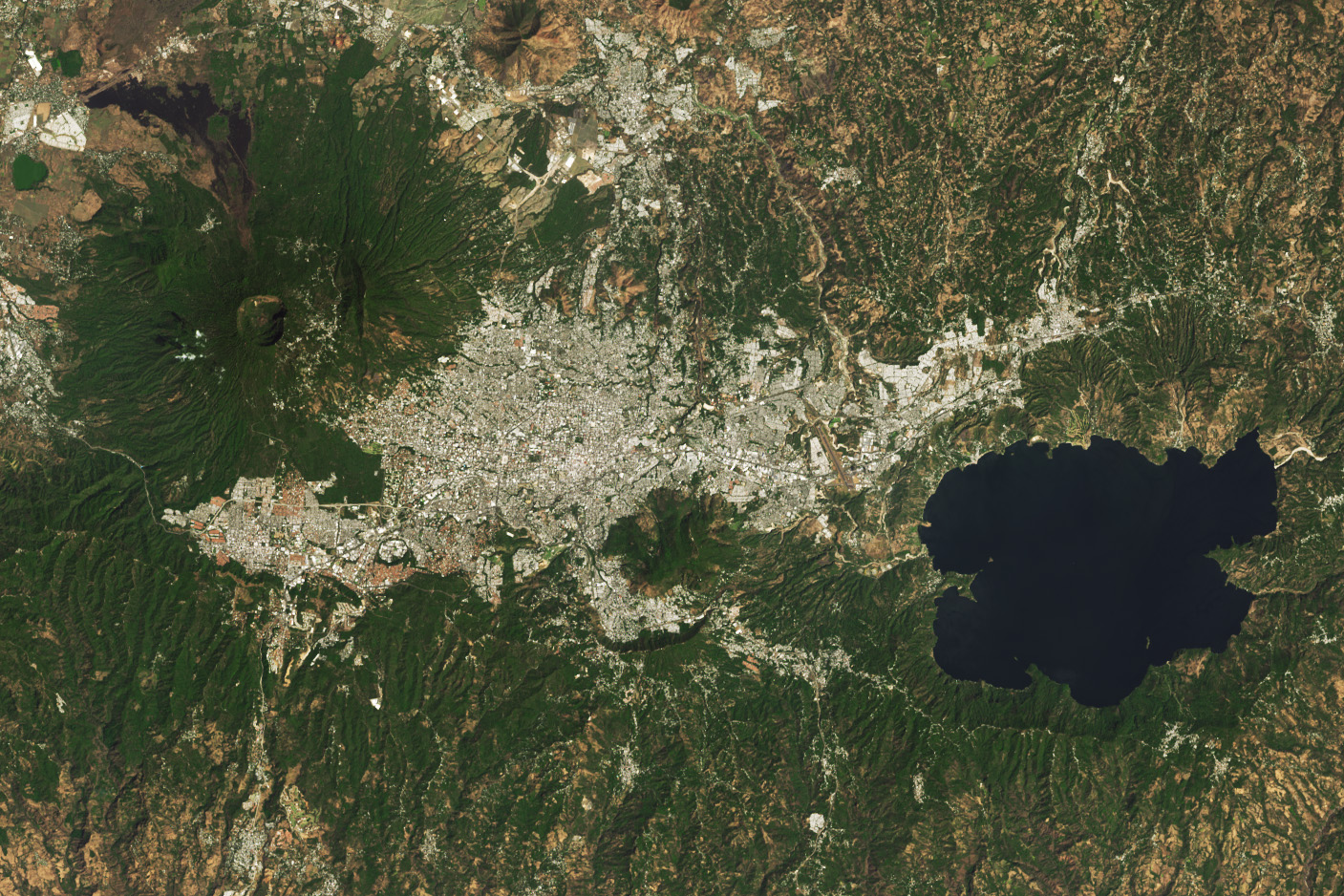
صورة جوية العاصمة سان سلفادور

ترتفع المدينة حوالي 560 م عن سطح البحر، تتوضع في وادي المتشكل من جبال وبركان "Quezaltepec". وتتميز بمناخ حار أستوائي.

### المناخ
| البيانات المناخية لـسان سلفادور (مطار إيلوبانغو الدولي) 1991–2020، درجات الحرارة القصوى 1957–الحاضر | البيانات المناخية لـسان سلفادور (مطار إيلوبانغو الدولي) 1991–2020، درجات الحرارة القصوى 1957–الحاضر | البيانات المناخية لـسان سلفادور (مطار إيلوبانغو الدولي) 1991–2020، درجات الحرارة القصوى 1957–الحاضر | البيانات المناخية لـسان سلفادور (مطار إيلوبانغو الدولي) 1991–2020، درجات الحرارة القصوى 1957–الحاضر | البيانات المناخية لـسان سلفادور (مطار إيلوبانغو الدولي) 1991–2020، درجات الحرارة القصوى 1957–الحاضر | البيانات المناخية لـسان سلفادور (مطار إيلوبانغو الدولي) 1991–2020، درجات الحرارة القصوى 1957–الحاضر | البيانات المناخية لـسان سلفادور (مطار إيلوبانغو الدولي) 1991–2020، درجات الحرارة القصوى 1957–الحاضر | البيانات المناخية لـسان سلفادور (مطار إيلوبانغو الدولي) 1991–2020، درجات الحرارة القصوى 1957–الحاضر | البيانات المناخية لـسان سلفادور (مطار إيلوبانغو الدولي) 1991–2020، درجات الحرارة القصوى 1957–الحاضر | البيانات المناخية لـسان سلفادور (مطار إيلوبانغو الدولي) 1991–2020، درجات الحرارة القصوى 1957–الحاضر | البيانات المناخية لـسان سلفادور (مطار إيلوبانغو الدولي) 1991–2020، درجات الحرارة القصوى 1957–الحاضر | البيانات المناخية لـسان سلفادور (مطار إيلوبانغو الدولي) 1991–2020، درجات الحرارة القصوى 1957–الحاضر | البيانات المناخية لـسان سلفادور (مطار إيلوبانغو الدولي) 1991–2020، درجات الحرارة القصوى 1957–الحاضر | البيانات المناخية لـسان سلفادور (مطار إيلوبانغو الدولي) 1991–2020، درجات الحرارة القصوى 1957–الحاضر |
| الشهر                                                                                               | يناير                                                                                               | فبراير                                                                                              | مارس                                                                                                | أبريل                                                                                               | مايو                                                                                                | يونيو                                                                                               | يوليو                                                                                               | أغسطس                                                                                               | سبتمبر                                                                                              | أكتوبر                                                                                              | نوفمبر                                                                                              | ديسمبر                                                                                              | المعدل السنوي                                                                                       |
| --------------------------------------------------------------------------------------------------- | --------------------------------------------------------------------------------------------------- | --------------------------------------------------------------------------------------------------- | --------------------------------------------------------------------------------------------------- | --------------------------------------------------------------------------------------------------- | --------------------------------------------------------------------------------------------------- | --------------------------------------------------------------------------------------------------- | --------------------------------------------------------------------------------------------------- | --------------------------------------------------------------------------------------------------- | --------------------------------------------------------------------------------------------------- | --------------------------------------------------------------------------------------------------- | --------------------------------------------------------------------------------------------------- | --------------------------------------------------------------------------------------------------- | --------------------------------------------------------------------------------------------------- |
| الدرجة القصوى °م (°ف)                                                                               | 36.0 (96.8)                                                                                         | 36.1 (97.0)                                                                                         | 37.2 (99.0)                                                                                         | 38.4 (101.1)                                                                                        | 36.7 (98.1)                                                                                         | 34.6 (94.3)                                                                                         | 34.5 (94.1)                                                                                         | 35.1 (95.2)                                                                                         | 33.3 (91.9)                                                                                         | 35.6 (96.1)                                                                                         | 35.3 (95.5)                                                                                         | 35.7 (96.3)                                                                                         | 38.4 (101.1)                                                                                        |
| متوسط درجة الحرارة الكبرى °م (°ف)                                                                   | 31.3 (88.3)                                                                                         | 32.5 (90.5)                                                                                         | 33.2 (91.8)                                                                                         | 33.0 (91.4)                                                                                         | 31.3 (88.3)                                                                                         | 30.3 (86.5)                                                                                         | 30.8 (87.4)                                                                                         | 30.7 (87.3)                                                                                         | 29.8 (85.6)                                                                                         | 29.7 (85.5)                                                                                         | 30.1 (86.2)                                                                                         | 30.7 (87.3)                                                                                         | 31.1 (88.0)                                                                                         |
| المتوسط اليومي °م (°ف)                                                                              | 23.1 (73.6)                                                                                         | 23.9 (75.0)                                                                                         | 24.7 (76.5)                                                                                         | 25.4 (77.7)                                                                                         | 24.9 (76.8)                                                                                         | 24.3 (75.7)                                                                                         | 24.3 (75.7)                                                                                         | 24.2 (75.6)                                                                                         | 23.7 (74.7)                                                                                         | 23.6 (74.5)                                                                                         | 23.3 (73.9)                                                                                         | 23.1 (73.6)                                                                                         | 24.0 (75.2)                                                                                         |
| متوسط درجة الحرارة الصغرى °م (°ف)                                                                   | 17.5 (63.5)                                                                                         | 18.1 (64.6)                                                                                         | 19.0 (66.2)                                                                                         | 20.4 (68.7)                                                                                         | 20.9 (69.6)                                                                                         | 20.5 (68.9)                                                                                         | 20.0 (68.0)                                                                                         | 20.1 (68.2)                                                                                         | 20.1 (68.2)                                                                                         | 19.9 (67.8)                                                                                         | 18.8 (65.8)                                                                                         | 17.9 (64.2)                                                                                         | 19.4 (66.9)                                                                                         |
| أدنى درجة حرارة °م (°ف)                                                                             | 11.9 (53.4)                                                                                         | 12.0 (53.6)                                                                                         | 13.0 (55.4)                                                                                         | 12.0 (53.6)                                                                                         | 12.0 (53.6)                                                                                         | 15.5 (59.9)                                                                                         | 13.5 (56.3)                                                                                         | 12.2 (54.0)                                                                                         | 15.0 (59.0)                                                                                         | 12.5 (54.5)                                                                                         | 11.1 (52.0)                                                                                         | 12.0 (53.6)                                                                                         | 11.1 (52.0)                                                                                         |
| معدل هطول الأمطار مم (إنش)                                                                          | 1.7 (0.07)                                                                                          | 1.2 (0.05)                                                                                          | 10.7 (0.42)                                                                                         | 42.1 (1.66)                                                                                         | 192.8 (7.59)                                                                                        | 264.5 (10.41)                                                                                       | 302.1 (11.89)                                                                                       | 318.5 (12.54)                                                                                       | 331.9 (13.07)                                                                                       | 245.4 (9.66)                                                                                        | 65.0 (2.56)                                                                                         | 5.6 (0.22)                                                                                          | 1٬781٫3 (70.13)                                                                                     |
| متوسط أيام هطول الأمطار (≥ 1.0 mm)                                                                  | 0.3                                                                                                 | 0.4                                                                                                 | 1.0                                                                                                 | 3.6                                                                                                 | 11.2                                                                                                | 14.5                                                                                                | 16.1                                                                                                | 18.3                                                                                                | 18.0                                                                                                | 13.0                                                                                                | 4.1                                                                                                 | 0.9                                                                                                 | 101.4                                                                                               |
| متوسط الرطوبة النسبية (%)                                                                           | 69                                                                                                  | 68                                                                                                  | 68                                                                                                  | 72                                                                                                  | 80                                                                                                  | 83                                                                                                  | 81                                                                                                  | 83                                                                                                  | 86                                                                                                  | 84                                                                                                  | 77                                                                                                  | 73                                                                                                  | 77.1                                                                                                |
| ساعات سطوع الشمس الشهرية                                                                            | 301                                                                                                 | 277                                                                                                 | 294                                                                                                 | 243                                                                                                 | 220                                                                                                 | 174                                                                                                 | 239                                                                                                 | 257                                                                                                 | 180                                                                                                 | 211                                                                                                 | 267                                                                                                 | 294                                                                                                 | 2٬957                                                                                               |
| المصدر #1: Ministerio de Medio Ambiente y Recursos Naturales, NOAA                                  | | | | | | | | | | | | | |
| المصدر #2: Danish Meteorological Institute (sun 1931–1960), Meteo Climat (record highs and lows)    | | | | | | | | | | | | | |

## توأمة
لسان سلفادور اتفاقيات توأمة مع كل من:
- تايبيه (1993 - )
- كاراكاس
- مونتريال
- مدينة مكسيكو (14 سبتمبر 1979 - )
- مدريد
- سانتو دومينغو

## أعلام
- أوسكار روميرو
- فرانسيسكو مورازان
- أوجستين باريوس
- موريسيو فونيس
- خايمي رودريغيز

## وصلات خارجية
- موقع المدينة
- دليل السياحي لسان سلفادور من ويكي ترافل